# Mick Gatto
Domenic Gatto detto Mick (Melbourne, 6 agosto 1955) è un mafioso ed ex pugile australiano di origini italiane.
Divenne famoso per il suo coinvolgimento nel mondo criminale di Melbourne, soprattutto con Alphonse Gangitano.
Gatto è un mediatore professionale nell'industria di Melbourne. Gestisce una catena di compagnie.
Nel 2004 Mick Gatto fu accusato dell'omicidio del killer Andrew Veniamin e fu messo in custodia per 18 mesi.
Al processo fu dichiarato non colpevole, durante il quale Gatto dichiarò che agì per difesa personale e che fu minacciato di essere ucciso.
Poi disse che ebbe con lui una colluttazione e fu in grado di rivolgere la canna della pistola verso Veniamin e sparare un colpo all'altezza del collo e uno nell'occhio.
In quella conversazione Veniamin gli confessò di essere implicato nella morte di Dino Dibra, Paul Kallipolitis e Graham Kinniburgh.